# Provincia San Antonio
San Antonio (Provincia de San Antonio) este o provincie din regiunea Valparaíso, Chile, cu o populație de 144.220 locuitori (2012) și o suprafață de 1511,6 km2.